# Éric Archambeau
Éric Archambeau est un ingénieur, entrepreneur en série à succès, philanthrope, auteur, capital-risqueur et business angel international  et  franco-américain, né le 4 août 1958 à Paris. Il est cofondateur du fonds de capital-risque Astanor Ventures. Il a été ou est actuellement investisseur, advisor et membre du conseil d'administration de nombreuses entreprises, notamment eGroups (Yahoo groups), Betfair, PriceMinister (Rakuten), Spotify, Xing (réseau social), Threads Styling, Onfido, Maven Clinic, Peakon, Pirate Studios, Winnow, Olio, La Ruche Qui Dit Oui, Empirical, Agriconomie et Ÿnsect.

## Études
Né à Paris, Éric Christian Archambeau est inspiré par les rêves d'Amérique de son père et émigre à sa majorité aux États-Unis, pour étudier en Californie et échapper aux difficultés d'entreprendre en France.
Éric est titulaire d'une licence d'ingénieur de l'École centrale de Lyon, d'un Master d'ingénierie mécanique (statistical thermodynamics) de l'Université de Californie à Berkeley, d'un doctorat d'ingénierie électrique (fault tolerant computing systems) de l'Université Stanford, d'un doctorat en informatique spécialité microélectronique de l'institut national polytechnique de l'Université Grenoble-Alpes, et d'un master en administration des affaires (MBA) de l'Université de Santa Clara,.

## Carrière
Entrepreneur en série à succès de la Silicon Valley, Éric Archambeau participe à la révolution technologique dans les années 1980 et 1990. Il a été PDG et cofondateur de Data Mind (devenue RightPoint Software) acquise par e.Piphany (aujourd'hui Epiphany Inc.) en 1999, de Trading Dynamics acquise par Ariba (aujourd'hui SAP Ariba) en 2000, et de eGroups acquise par Yahoo! en 2002.
En 1999, après la vente de RightPoint Software à e.Piphany, Eric Archambeau devient senior advisor chez Atlas Ventures où il mène ses premiers investissements dans le capital-risque, dont Tsquare, Globespan et Obongo.
En janvier 2000, il devient associé gérant de la société de capital-risque californienne Benchmark Capital, pour laquelle il monte les activités en Europe avec son associé George Coelho. Il gère à Londres le nouveau fonds européen Benchmark Capital Europe doté de 750 millions de dollars. Parallèlement, il enseigne également à la prestigieuse école supérieure de commerce INSEAD basée à Fontainebleau, où il fonde le département d'entrepreneuriat social.
En 2005, il devient associé gérant de Wellington Partners, firme de capital-risque basée à Munich et pour lequel il ouvre le bureau de Londres. Chez Wellington, il est responsable des investissements internet, du logiciel d'entreprise et des semi-conducteurs,, tels que Spotify, MyTaxi (devenue Freenow), Xing et Onfido.
En 2010, Eric Archambeau devient cofondateur et président de Quadia Impact Finance, société pionnière dans l'investissement à l’impact social et environnemental positif, basée à Genève. Chez Quadia il développe pour des particuliers fortunés et des bureaux de gestion de patrimoine des stratégies d'investissement et des portefeuilles sur mesure et axés sur les principaux défis sociaux et environnementaux, avec des investissements dans des sociétés à impact dont Bio Groupe, Aventron et Olio .En 2017, souhaitant mobiliser du capital pour financer la révolution agroalimentaire, il cofonde avec George Coelho le fonds d'investissement à impact Astanor Ventures. Basé à Bruxelles et au Luxembourg, Astanor est une société de capital-risque à impact qui investit dans le secteur de l’agroalimentaire à l’échelle internationale, en soutenant des start-ups qui s'engagent à rétablir l'équilibre et la durabilité de l'environnement et des océans. En 2020, le fonds lève 275 millions d'euros pour ses investissements,, notamment avec le soutien de fonds souverains tels que le Fonds d’Investissement Européen (FIE), la Société fédérale de participations et d'investissement (SFPI), la Banque Publique d’Investissement (BPIfrance), Kreditanstalt für Wiederaufbau (KFW) et Nysnø (fonds souverain de la Norvège) ainsi que de grandes familles fortunées de Belgique telles que les Colruyt, les Spoelberch et les Toye.
En 2021, il recrute l'homme d'affaires Emmanuel Faber, ex-PDG de Danone, qui rejoint les autres investisseurs du fonds Astanor Ventures,. En 2022, il publie à Londres son premier livre,"Costing the Earth: How to Fix Finance to Save the Planet" ("Estimer la Terre : Comment réparer la Finance pour sauver la Planète").

## Philanthropie
En 2004, il est l'un des cofondateurs de l'ONG Social Impact International, programme d'accélérateur d'entrepreneurs sociaux en Inde, en Europe de l'Est et à Hawaï axé sur les programmes agroalimentaires durables, au sein duquel il a contribué à la création de DASRA-Social Impact, un accélérateur social basé à Mumbai.
En 2010, Eric Achambeau rencontre Jamie Oliver, le célèbre chef cuisinier et activiste. Il devient progressivement impliqué dans les projets de la fondation de Jamie Oliver, qui a pour mission d’éduquer les enfants sur l’alimentation et inciter les familles à cuisiner à nouveau à partir de produits frais afin de lutter contre l’épidémie de Diabète Type 2. Il restera président de la fondation jusqu’en 2018.